# (14566) Hokuleʻa
(14566) Hokuleʻa (1998 MY7) – planetoida z pasa głównego asteroid okrążająca Słońce w ciągu 4,22 lat w średniej odległości 2,61 j.a. Odkryta 19 czerwca 1998 roku.